# Lac Ikeda
Pour les articles homonymes, voir Ikeda.

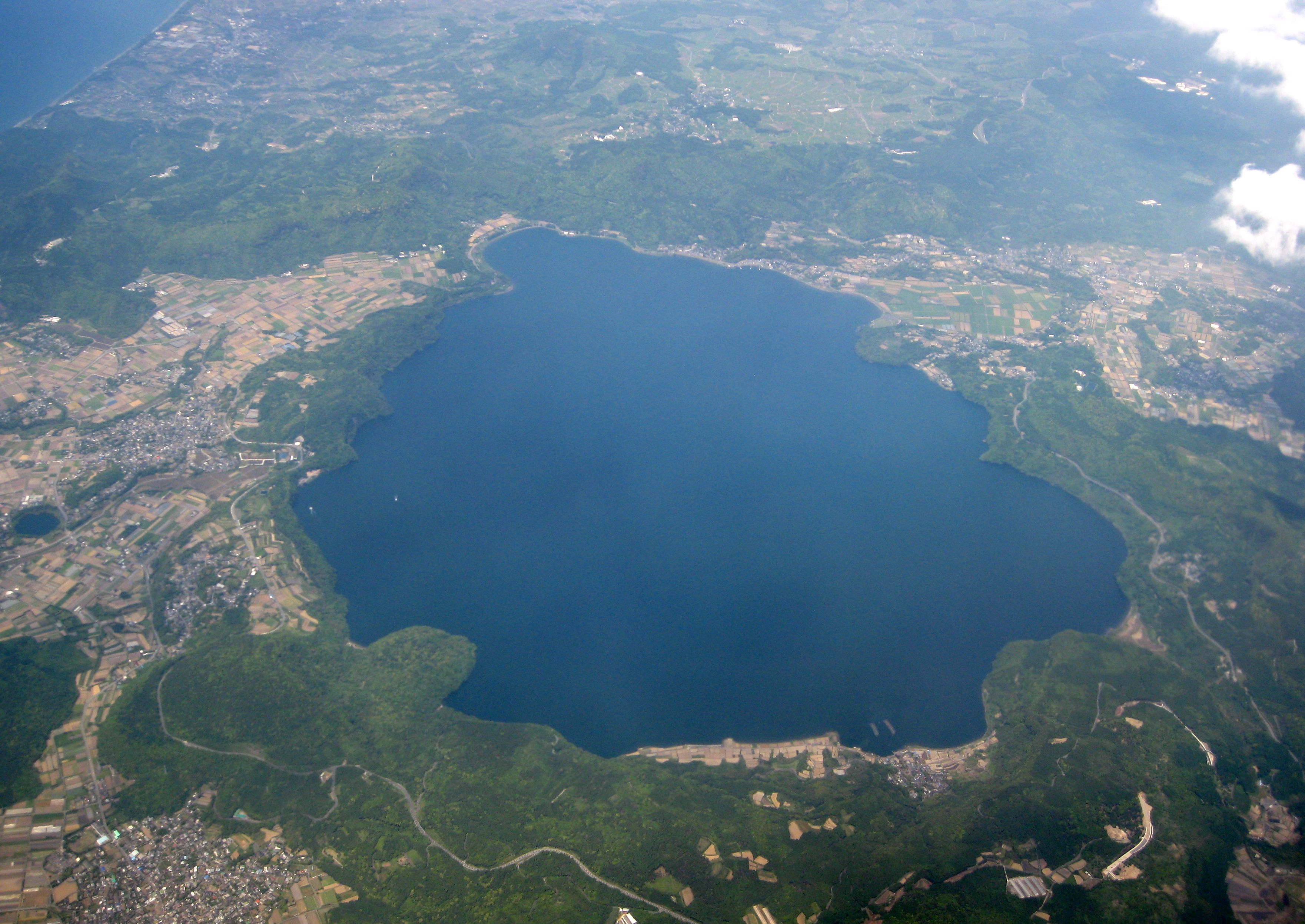
Vue aérienne du lac Ikeda

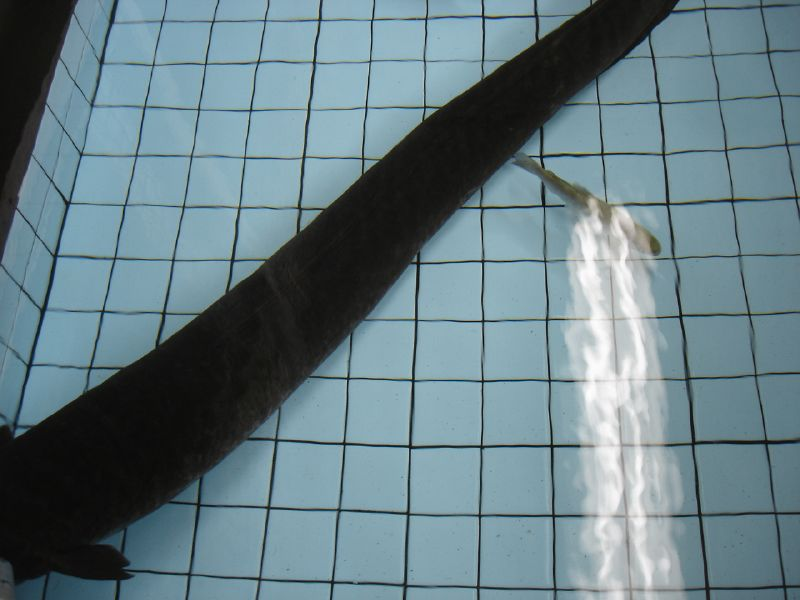
Anguille du Lac Ikeda

Le lac Ikeda (池田湖, Ikeda ko) est un lac de cratère situé à Ibusuki, à 40 km au sud de Kagoshima dans l'île de Kyūshū au Japon. C'est le plus grand lac de l'île avec une superficie de 11 km et un littoral long de 15 km.

## Dégradation
Le développement des activités dans la zone entourant le lac Ikeda est la cause principale de la dégradation de la qualité de l'eau observée depuis 1955. Une autre raison de cette dégradation de qualité est un plan d'irrigation lancé en 1965 pour l'agriculture et les habitations domestiques de la zone, plan  pour lequel le cours de trois rivières a été diverti vers le lac. Le système d'irrigation en usage depuis 1982 a entraîné une considérable amélioration de la qualité de l'eau bien que depuis les années 1950, la transparence du lac, toujours au septième rang mondial est passée de 26,8 m à environ 5 m.

## Faune
Le lac Ikeda abrite de grandes anguilles, longues parfois de près d'un mètre.  En 1998, une étude benthologique menée dans le lac a montré l'absence de zoobenthos, bien que deux oligochaetas turbificides et une chironomidae ont été repérées. Le lac était déjà considéré oligotrophe jusqu'aux années 1940, mais une théorie fait appel au réchauffement climatique pour expliquer la disparition continue de la vie sous-marine du lac.